# 北海道一・二級町村制
北海道一級町村制（ほっかいどういっきゅうちょうそんせい、昭和2年8月27日勅令第269号）、北海道二級町村制（ほっかいどうにきゅうちょうそんせい、昭和2年8月27日勅令第270号）とは、町村制に関連した大日本帝国憲法下における地方自治に関する法律である。本項では二級町村制を継承した指定町村（していちょうそん）についても述べる。

## 沿革および特徴
1888年（明治21年）に市制・町村制が定められたが、北海道（当時は北海道庁が管轄）では適用されなかった。1894年（明治27年）、井上馨内務大臣は、他府県と同一の制度を適用するのは時期尚早として、自治財政を負担できる町村とできない町村に分けるべきと主張した。
1897年（明治30年）、北海道一級町村制（明治30年5月25日勅令第159号）および北海道二級町村制（明治30年5月25日勅令第160号）が制定され、1899年（明治32年）10月1日、北海道区制とともに施行された。本法律は、町村制に準ずる内容であったものの、二級町村においては町村長と書記を北海道庁長官が、収入役を町村会の推薦に基づいて支庁長が任命するなど、自治権が大幅に制限されていた。これは、二級町村の財政負担を北海道庁が負う代わりに保護監督的規制を行うという意味合いがあった。
1902年（明治35年）4月1日に、北海道二級町村制が全部改正され（明治35年2月22日勅令第37号）、1927年（昭和2年）には、北海道一級町村制、北海道二級町村制は、ともに全部改正された（昭和2年8月27日勅令第269号、昭和2年8月27日勅令第270号）。
1943年（昭和18年）5月25日、本勅令は「市制町村制施行令中改正ノ件」（昭和18年5月25日勅令第443号）附則第2項により廃止され、同年6月1日に一・二級町村は消滅したが、二級町村は特例で指定町村となり、従来の制度を存置した。しかし、1946年（昭和21年）9月27日の府県制改正（昭和21年9月27日法律第27号）にともない、北海道における自治制度を規定していた「北海道会法」（明治34年3月28日法律第2号）と「北海道地方費法」（明治34年3月28日法律第3号）が廃止されて「府県制」に統合されたため（道府県制）、その根拠が失われた指定町村は同年10月5日に消滅した。